# Hydrillodes semialba
Hydrillodes semialba är en fjärilsart som beskrevs av W. Warren 1913. Hydrillodes semialba ingår i släktet Hydrillodes och familjen nattflyn. Inga underarter finns listade i Catalogue of Life.